# Вуча (Рожаје)
Вуча је насеље у општини Рожаје у Црној Гори. Према попису из 2003. било је 388 становника (према попису из 1991. било је 520 становника).

## Демографија
У насељу Вуча живи 275 пунолетних становника, а просечна старост становништва износи 32,6 година (31,2 код мушкараца и 34,2 код жена). У насељу има 89 домаћинстава, а просечан број чланова по домаћинству је 4,36.
Ово насеље је углавном насељено Бошњацима (према попису из 2003. године), а у последња три пописа, примећен је пад у броју становника.
|  |

| Демографија | Демографија | Демографија |
| Година      | Становника  | Становника  |
| ----------- | ----------- | ----------- |
|             |             |             |
|             |             |             |
|             |             |             |
|             |             |             |
| 1948.       | 582         |             |
| 1953.       | 653         |             |
| 1961.       | 569         |             |
| 1971.       | 469         |             |
| 1981.       | 595         |             |
| 1991.       | 520         | 479         |
| 2003.       | 500         | 388         |
|             |             |             |

| Етнички састав према попису из 2003.‍ | Етнички састав према попису из 2003.‍ | Етнички састав према попису из 2003.‍ | Етнички састав према попису из 2003.‍ | Етнички састав према попису из 2003.‍ |
| ------------------------------------ | ------------------------------------ | ------------------------------------ | ------------------------------------ | ------------------------------------ |
|                                      |                                      |                                      |                                      |                                      |
| Бошњаци                              | Бошњаци                              |                                      | 343                                  | 88,40%                               |
| Муслимани                            | Муслимани                            |                                      | 12                                   | 3,09%                                |
| Албанци                              | Албанци                              |                                      | 11                                   | 2,83%                                |
| Црногорци                            | Црногорци                            |                                      | 7                                    | 1,80%                                |
| непознато                            | непознато                            |                                      | 5                                    | 1,28%                                |

| Година пописа     | 1948. | 1953. | 1961. | 1971. | 1981. | 1991. | 2003. |
| ----------------- | ----- | ----- | ----- | ----- | ----- | ----- | ----- |
| Број домаћинстава | 86    | 93    | 78    | 71    | 81    | 81    | 106   |

| Број чланова      | 1  | 2  | 3  | 4 | 5  | 6  | 7  | 8  | 9 | 10 и више | Просек |
| ----------------- | -- | -- | -- | - | -- | -- | -- | -- | - | --------- | ------ |
| Број домаћинстава | 89 | 11 | 11 | 8 | 14 | 14 | 16 | 13 | 1 | 0         | 1      |

| Пол    | Укупно | Неожењен/Неудата | Ожењен/Удата | Удовац/Удовица | Разведен/Разведена | Непознато |
| ------ | ------ | ---------------- | ------------ | -------------- | ------------------ | --------- |
| Мушки  | 155    | 65               | 77           | 8              | 1                  | 4         |
| Женски | 139    | 34               | 82           | 16             | 1                  | 6         |
| УКУПНО | 294    | 99               | 159          | 24             | 2                  | 10        |

| Пол    | Укупно                    | Пољопривреда, лов и шумарство | Рибарство                            | Вађење руде и камена | Прерађивачка индустрија       |
| ------ | ------------------------- | ----------------------------- | ------------------------------------ | -------------------- | ----------------------------- |
| Мушки  | 38                        | 21                            | 0                                    | 0                    | 5                             |
| Женски | 6                         | 3                             | 0                                    | 0                    | 0                             |
| УКУПНО | 44                        | 24                            | 0                                    | 0                    | 5                             |
| Пол    | Производња и снабдевање   | Грађевинарство                | Трговина                             | Хотели и ресторани   | Саобраћај, складиштење и везе |
| Мушки  | 0                         | 0                             | 0                                    | 1                    | 5                             |
| Женски | 0                         | 0                             | 0                                    | 0                    | 0                             |
| УКУПНО | 0                         | 0                             | 0                                    | 1                    | 5                             |
| Пол    | Финансијско посредовање   | Некретнине                    | Државна управа и одбрана             | Образовање           | Здравствени и социјални рад   |
| Мушки  | 0                         | 0                             | 0                                    | 2                    | 0                             |
| Женски | 0                         | 0                             | 0                                    | 0                    | 0                             |
| УКУПНО | 0                         | 0                             | 0                                    | 2                    | 0                             |
| Пол    | Остале услужне активности | Приватна домаћинства          | Екстериторијалне организације и тела | Непознато            | Непознато                     |
| Мушки  | 0                         | 0                             | 0                                    | 4                    | 4                             |
| Женски | 0                         | 0                             | 0                                    | 3                    | 3                             |
| УКУПНО | 0                         | 0                             | 0                                    | 7                    | 7                             |